# Jenny Alpha
Jenny Alpha (Fort-de-France, 22 de abril de 1910-París, 8 de septiembre de 2010) fue una actriz y cantante francesa originaria de Martinica, que apareció en más de un centenar de producciones teatrales y cinematográficas.

## Biografía
A pesar de nacer en Fort-de-France, Alpha se trasladó a vivir a París a los 18 años para perseguir su carrera de profesora aunque no tardó mucho en ser persuadida por el teatro. Además de aparecer en el teatro, mostró una variedad de talento y se convirtió en una cantante exitosa, apareciendo junto a maestros como Duke Ellington y Josephine Baker.
Al final de la década de los treinta, se encontró con Jacques Dessart en París, que se convirtió en su primer marido. Como era originario de la zona de Niza, abandonan París durante la guerra para quedarse con su familia, tenedora de tierras. Él morirá prematuramente y sus suegros la echarán. Durante la guerra, tiene un papel muy activo como miembro de la Resistencia con su nuevo marido, el poeta Noël Henri Villard. En ese tiempo, también conocer a Francis Picabia que pintará su retrato en 1942 ahora en la colección del Museo Regional de Historia y Etnología de Martinica. En sus recuerdos, explica que conoció a Henri Matisse, quien expresó su deseo de pintarla, pero luego cambió de opinión ya que Picabia ya la había retratado.
En 1947, Jenny Alpha es elegida como modelo y artista Lemagny (Gran Premio de Roma) para un sello francés representando a la Martinica. En 1956 asiste a la primera Conferencia de escritores negros donde conoció a Aimé Césaire, Léopold Sédar Senghor, Richard Wright y Langsthon Hugues.
Después de su carrera en clubs de Jazz club, centró su carrera interpretativa con la obra teatral de 1984 La folie ordinaire d’une fille de Cham del escritor francés Julius Amédée Laou.
En 2005, aparecería en el film Monsieur Étienne, y en 2008 grabó su último álbum, La sérénade du muguet.
El 1 de enero de 2009 se le concedió el título de Caballero de la Legión de honor por el gobierno francés, y en 2010 Alpha celebró su 100 cumpleaños.